# Salix gonggashanica
Salix gonggashanica — вид квіткових рослин із родини вербових (Salicaceae).

## Морфологічна характеристика
.

## Середовище проживання
Сичуань. Населяє гірські схили; на висотах 3100–4700 метрів.